# Tomares ballus
Tomares ballus är en fjärilsart som beskrevs av Fabricius 1787. Tomares ballus ingår i släktet Tomares och familjen juvelvingar. Inga underarter finns listade i Catalogue of Life.

## Bildgalleri

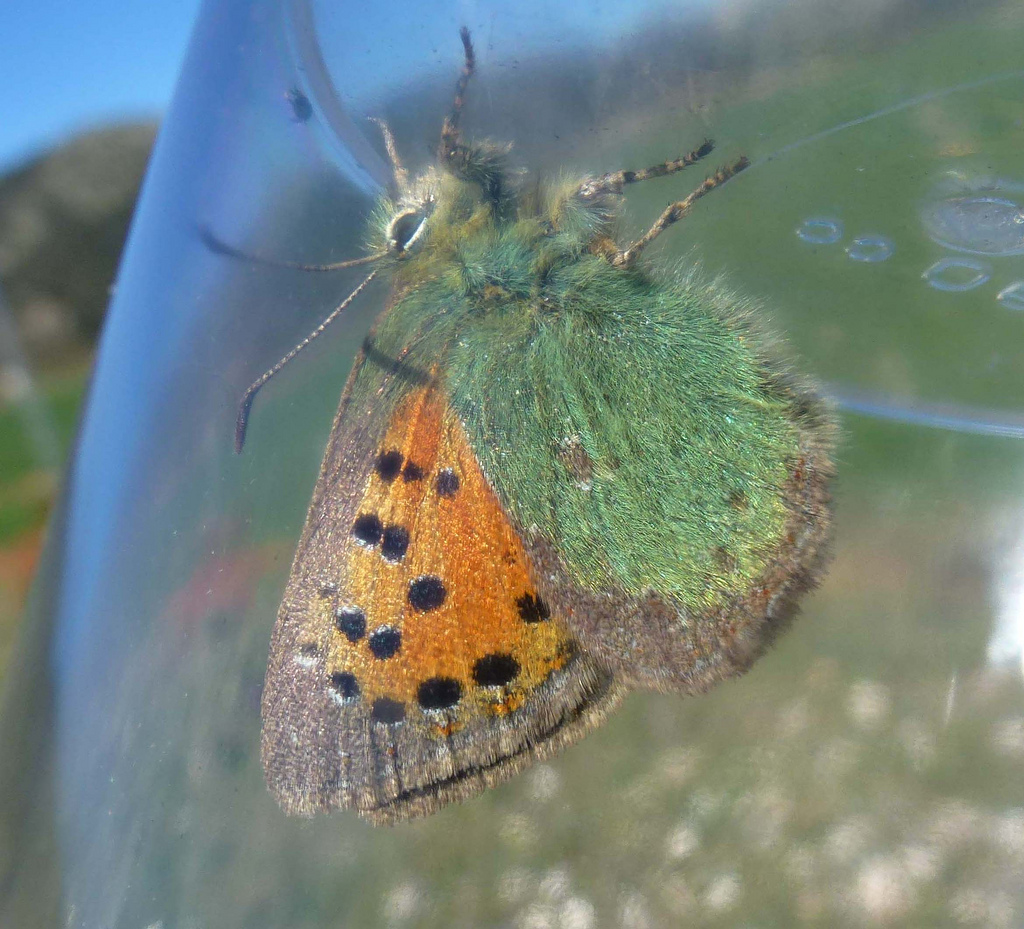
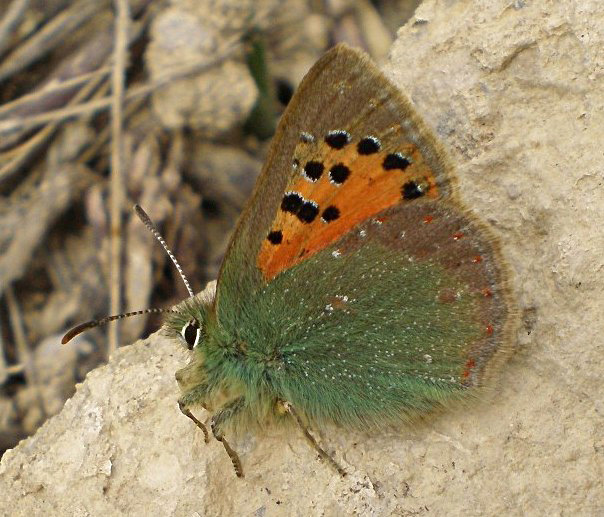
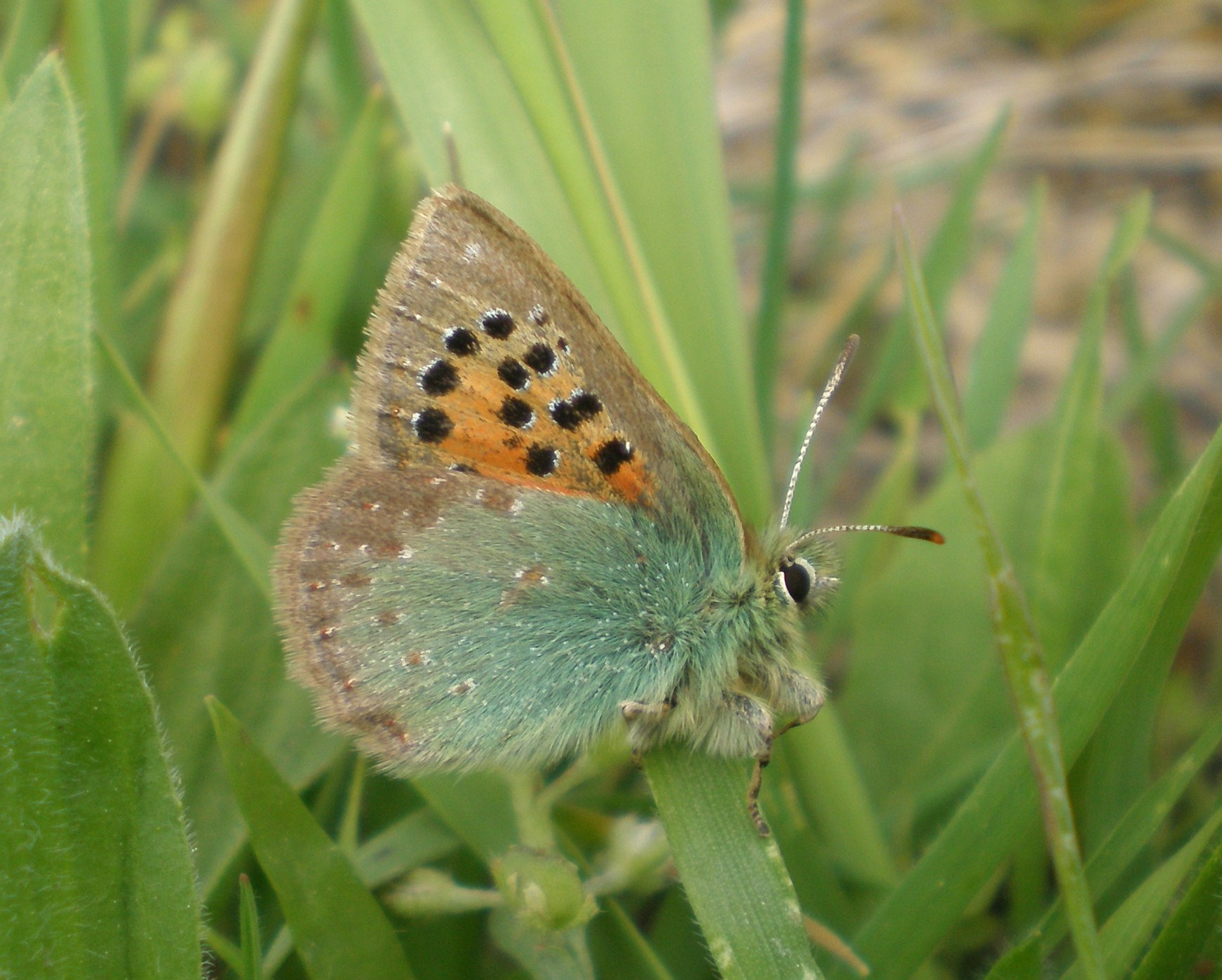
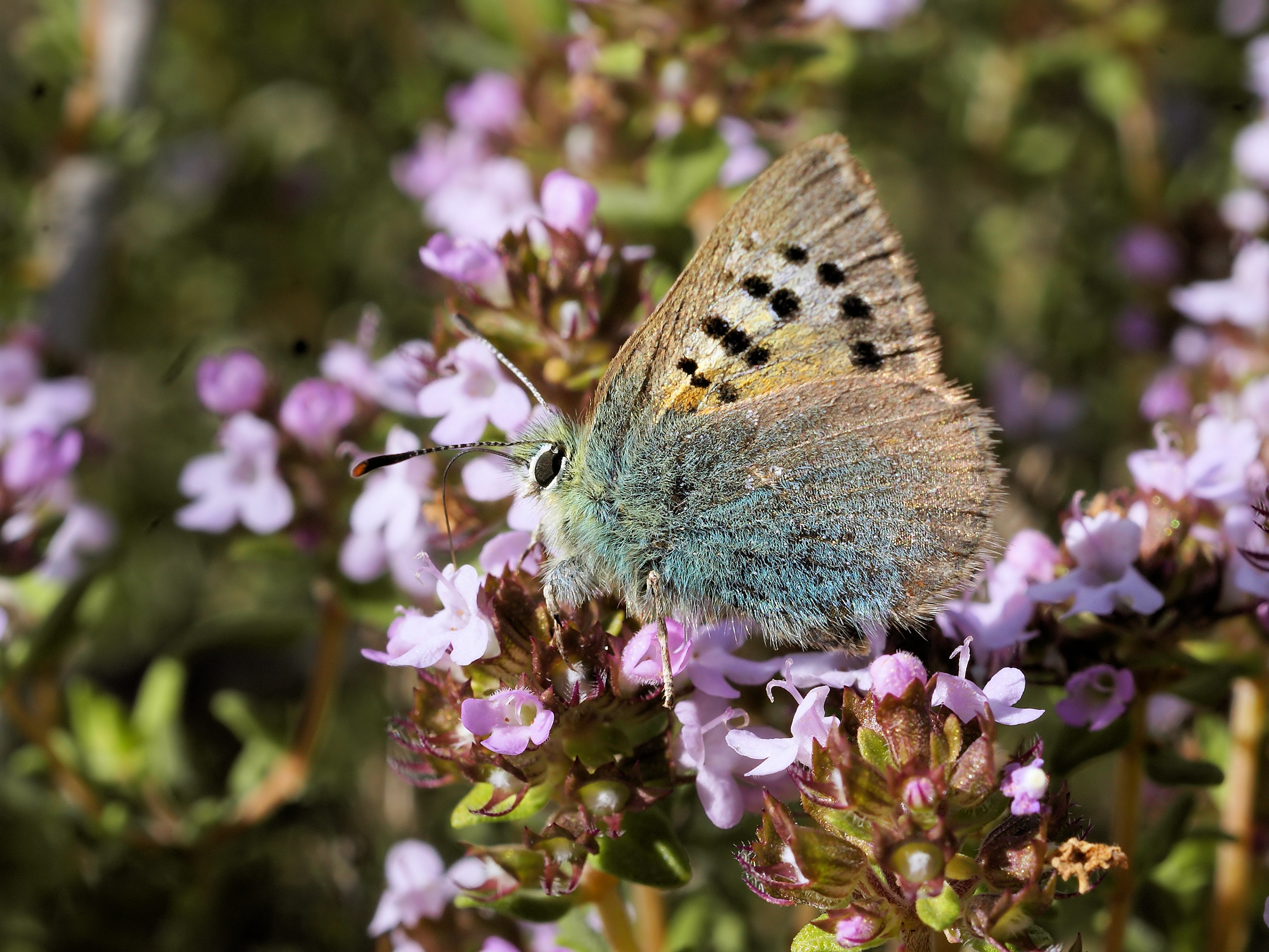
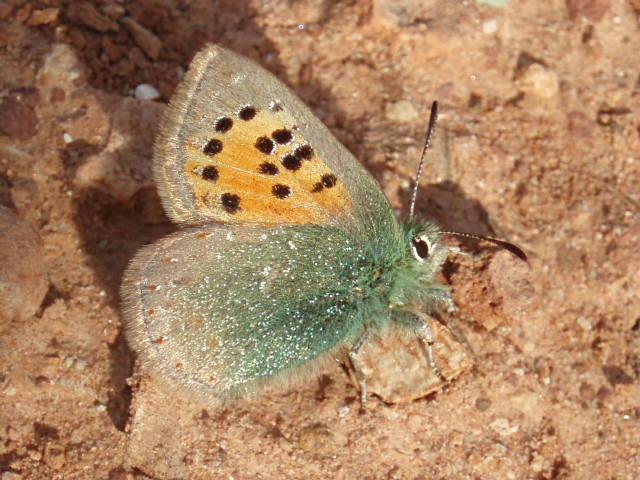
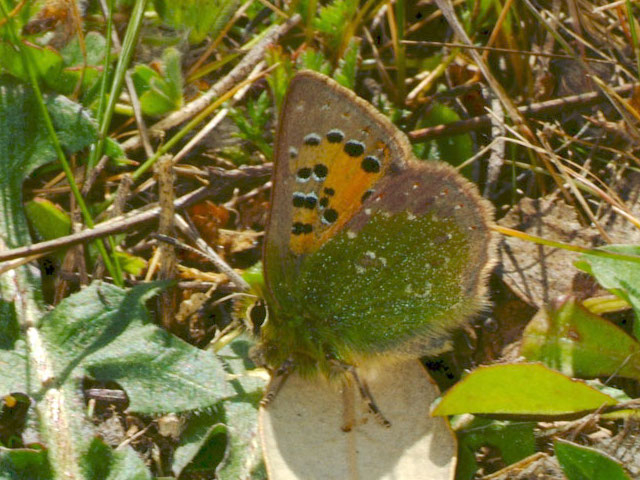